# Obuasi
Obuasi là một thị trấn khai thác mỏ thuộc vùng Ashanti, Ghana, cách Kumasi 59,4 km về phía tây nam. Theo thống kê năm 2012, dân số thị trấn là 175.043 người.

## Khí hậu
Obuasi có khí hậu xavan (phân loại khí hậu Köppen Aw).
| Dữ liệu khí hậu của Obuasi        | Dữ liệu khí hậu của Obuasi | Dữ liệu khí hậu của Obuasi | Dữ liệu khí hậu của Obuasi | Dữ liệu khí hậu của Obuasi | Dữ liệu khí hậu của Obuasi | Dữ liệu khí hậu của Obuasi | Dữ liệu khí hậu của Obuasi | Dữ liệu khí hậu của Obuasi | Dữ liệu khí hậu của Obuasi | Dữ liệu khí hậu của Obuasi | Dữ liệu khí hậu của Obuasi | Dữ liệu khí hậu của Obuasi | Dữ liệu khí hậu của Obuasi |
| Tháng                             | 1                          | 2                          | 3                          | 4                          | 5                          | 6                          | 7                          | 8                          | 9                          | 10                         | 11                         | 12                         | Năm                        |
| --------------------------------- | -------------------------- | -------------------------- | -------------------------- | -------------------------- | -------------------------- | -------------------------- | -------------------------- | -------------------------- | -------------------------- | -------------------------- | -------------------------- | -------------------------- | -------------------------- |
| Trung bình ngày tối đa °C (°F)    | 32 (89)                    | 31 (87)                    | 31 (87)                    | 31 (87)                    | 32 (89)                    | 29 (84)                    | 27 (80)                    | 27 (80)                    | 26 (79)                    | 30 (86)                    | 32 (89)                    | 32 (89)                    | 30 (86)                    |
| Tối thiểu trung bình ngày °C (°F) | 24 (75)                    | 24 (76)                    | 24 (76)                    | 25 (77)                    | 25 (77)                    | 24 (75)                    | 23 (73)                    | 22 (71)                    | 21 (70)                    | 24 (75)                    | 24 (76)                    | 24 (76)                    | 24 (75)                    |
| Lượng mưa trung bình mm (inches)  | 25 (1.0)                   | 25 (1.0)                   | 76 (3.0)                   | 130 (5.0)                  | 200 (8.0)                  | 230 (9.0)                  | 100 (4.0)                  | 25 (1.0)                   | 76 (3.0)                   | 150 (6.0)                  | 130 (5.0)                  | 100 (4.0)                  | 1.267 (50)                 |
| Nguồn: Myweather2.com             |                            |                            |                            |                            |                            |                            |                            |                            |                            |                            |                            |                            |                            |

## Người nổi tiếng
- Sam E. Jonah, doanh nhân khai thác mỏ[4]
- John Mensah, cầu thủ bóng đá[5]

## Thành phố kết nghĩa
Obuasi kết nghĩa với:
- Riverside, Hoa Kỳ (từ năm 2008)[6]